# 博登湖畔拉多尔夫采尔
博登湖畔拉多尔夫采尔（德語：Radolfzell am Bodensee，發音：[ˌʁaːdɔlfˈtsɛl ʔam ˈboːdn̩zeː]）是德国巴登-符腾堡州弗赖堡行政区康斯坦茨县的城市，面积58.55平方千米，2023年12月31日人口为32,575人，是该县继康斯坦茨和辛根之后的第三大城市。
拉多尔夫采尔市为迈瑙疗养半岛所在地，也是铁路运输主要枢纽，主要行业有机械制造业、汽车配件业、纺织业和食品加工业。

## 友好城市
- 法國 伊斯特尔（1974年）
- 瑞士 阿姆里斯維爾（1999年）